# Kornis Gyula

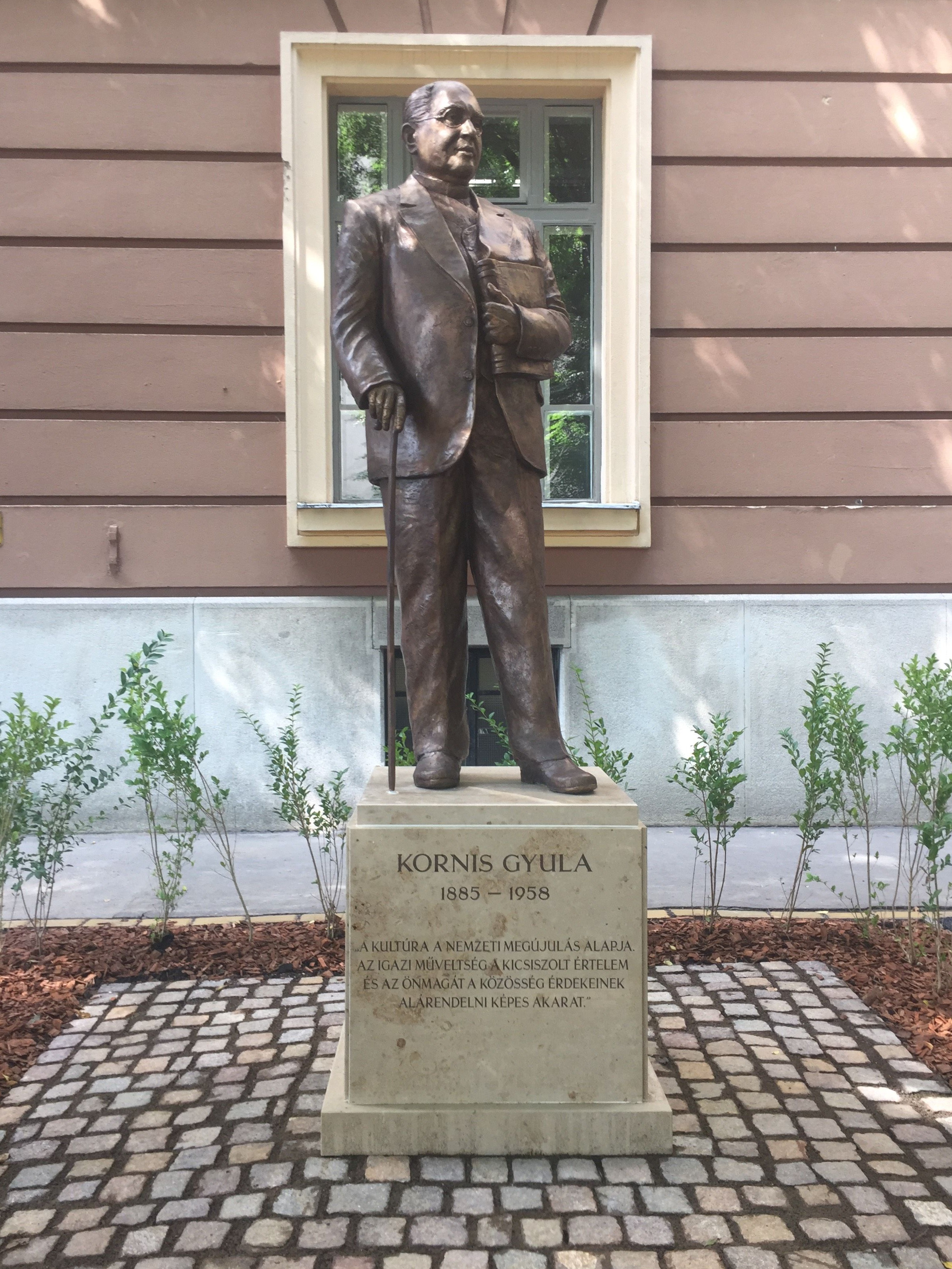
Kornis Gyula-szobor, Vác, 2019-ben. Juha Richárd alkotása.

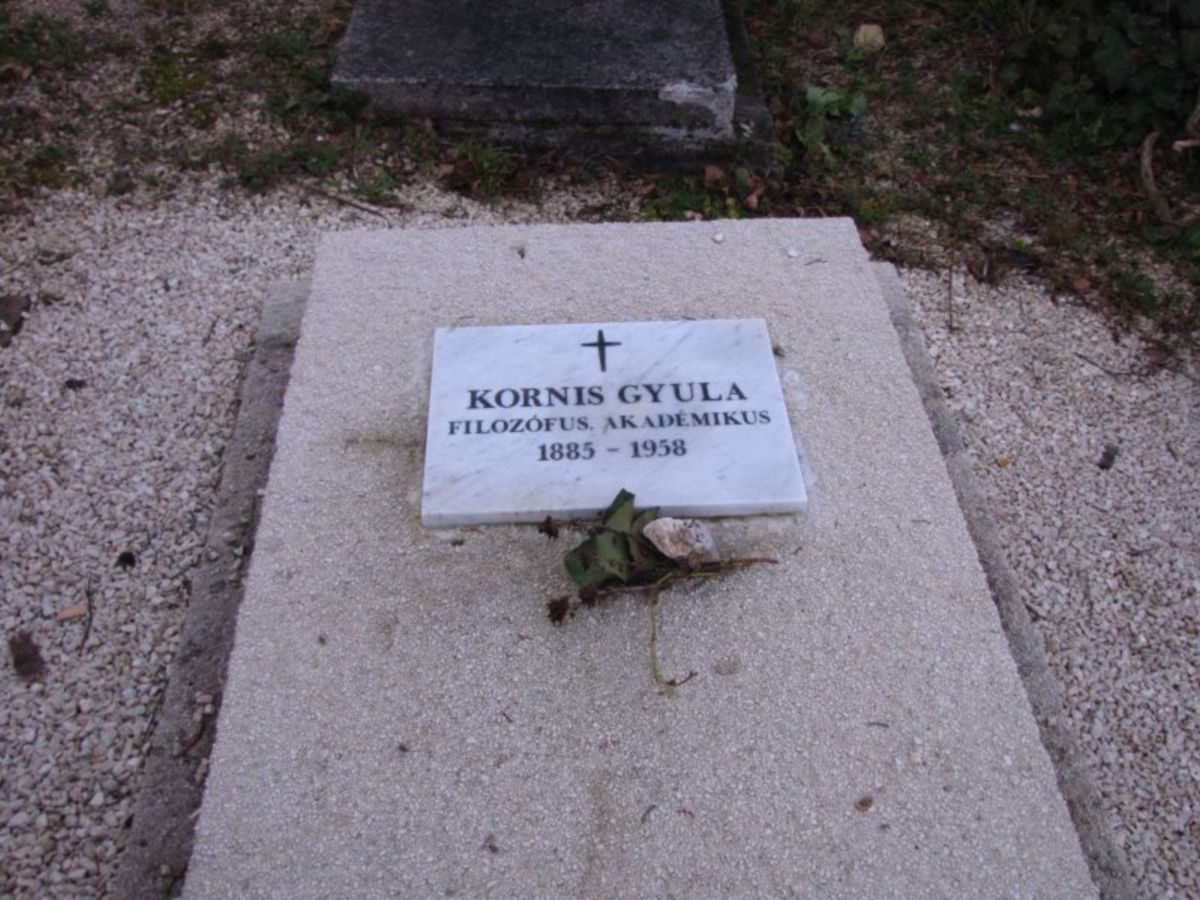
Sírja a Farkasréti temetőben, 2014-ben (22-1-185)

Kornis Gyula, 1906-ig Kremer Gyula (Vác, 1885. december 22. – Budapest, 1958. április 17.) római katolikus pap, piarista szerzetes, filozófus, egyetemi tanár, kultúrpolitikus, 1938-ban rövid ideig képviselőházi elnök, 1940-től 1944-ig a Petőfi Társaság elnöke, a Magyar Tudományos Akadémia tagja, elnöke 1945-ben.

## Életpályája

### Tanulmányai, oktatómunkája, tudományos tevékenysége
Kremer Gyula és Dobroczki Hermin fiaként született. Középiskolai tanulmányait Vácott és a kecskeméti piarista gimnáziumban végezte. A budapesti és lipcsei egyetemen folytatott felsőfokú tanulmányokat. Tanítványa volt Medveczky Frigyesnek és Pauler Ákosnak. Az utóbbi filozófiája különösen nagy hatással volt gondolkodására. A Budapesti Magyar Királyi Tudományegyetemen szerzett egyetemi diplomát (1907 – latin–magyar szak). Egyetemi ösztöndíjjal Oxfordban tanult, később, többször járt tanulmányúton Európa országaiban (Anglia, Németország, Olaszország stb.) és bejárta az Amerikai Egyesült Államokat is (1929).
A piarista rend tagja (1900. augusztus 27); pappá szentelték (1908. június, 30.); a budapesti kegyesrendi (piarista) főgimnáziumban tanár volt (1907–1914). Budapesten egyetemi magántanári képesítést nyert filozófiából (1914 – A szellemtudomány logikája), s ettől kezdve a pozsonyi Magyar Királyi Erzsébet Tudományegyetem nyilvános rendkívüli, 1916-tól a filozófia nyilvános rendes tanára volt. Tevékenyen részt vett a pozsonyi egyetem kiépítésében. Pozsonyban a Bölcsészet- Nyelv- és Történettudományi Kar létesítésében döntő szerepe volt. Ő lett a Kar első dékánja (1918–1919).
A trianoni békediktátum után előbb a filozófiai tanszék ideiglenes helyettesítésére hívták meg a Budapesti Magyar Királyi Tudományegyetem Bölcsészeti Karára (1920. február 20.), majd a II. Filozófiai Tanszéken nyilvános rendes tanáraként filozófiát (1920. július 15. – 1947/1948-as egyetemi tanév 1. félév), a pedagógia jogosított tanára (1920–1932), és a pedagógia nyilvános rendes tanáraként (1931–1934) pedagógiát oktatott. A Budapesti Magyar Királyi Pázmány Péter Tudományegyetem Bölcsészkarának dékánja (1933/1934-es egyetemi tanév), és az Egyetem rector magnificusa volt (1935/1936-os egyetemi tanév). – Az Egyetemen nyugdíjazását kérte (1948. január 31.).
A Magyar Tudományos Akadémia levelező tagjává (1916), rendes tagjává (1927 – székfoglaló előadása: Az államcélok elmélete és a kultúrpolitika); majd tiszteleti tagjává választották (1941). – Az Akadémia II. Osztálya ideiglenes elnöke (1933–1934); a Filozófiai Bizottság elnöke (1933–1945); Igazgató Tanács tagja (1934–1945); az Akadémia ideiglenes elnöke (1945. március 7.), majd elnöke lett (1945. május 28. – 1945. október 29.). Az Egyetemen és az Akadémián ért támadások következtében az akadémiai tagságáról, s minden akadémiai tisztségéről lemondott (1948. április 16.). – Az Akadémia 149. évi közgyűlése posztumusz helyreállította, és folyamatosnak nyilvánította minden akadémiai tagságát (1989).

### Politikusi tevékenysége
Politikai tevékenysége – szorosan kapcsolódva az államról, a nevelésről és a közoktatásról vallott elképzeléseivel – konzervatív–keresztény–nemzeti politika volt. Szemben állt úgy a szélsőséges jobboldali, faji alapú, mint a szélsőbaloldali, vagy liberális törekvésekkel. A diktatúra minden formáját (fasiszta, vagy kommunista állam) elítélte. – Az 1930-as évek közepén írta:
„Ránk mered Keletről a vörös rém, propagandájával aláaknázza egész Európa polgári társadalmát. S mit tesz ez? A polgári pártok egymás torkába harapnak, jelentéktelen ügyek miatt marakodnak s a harmadik, a főellenség, a vörös Moszkva vigyorog, remélve, hogy a polgárság viszálya, egy esetleges új háború az ő malmára hajtja a vizet... Egy újabb háború egyetemes bolsevizmus forrása lehet…
…a mai szovjetben nincs magántulajdon, nincs igazában családi élet, nincs haza, az emberek nem egyéniségek, hanem csak számozott egyforma quantumok, puszta csavarok a társadalomnak nagy, szürke, mindig egyformán zakatoló gépezetében... Az élet egyedüli értelme, a legmagasabb ratio vitae a mechanikus munkáért kiszabott ételadag.”
Klebelsberg Kuno vallás- és közoktatásügyi miniszter közoktatásért felelős államtitkára, legjelentősebb munkatársa lett (1927–1931). Elsősorban a magyarországi középiskolák irányításával, több törvény előkészítésével és végrehajtásával (1924. évi XI. tc. A középiskoláról; 1924. évi XXVII. tc. A középiskolai tanárok képzéséről és képesítéséről; 1926. évi XXIV. tc. és A leányközépiskoláról és a leánykollégiumról; 1927. évi XII. tc. A polgári iskoláról), a tantervi, és az iskolaszervezeti kérdésekkel foglalkozott. Az Országos Közoktatási Tanács ügyvezető alelnöke volt. – Kormánypárti országgyűlési képviselő (Egységes Párt – Keresztény Kisgazda Földműves és Polgári (egységes) Párt – 1931–1939), az országgyűlés elnöke, alelnöke volt (1938–1939). Tevékenyen részt vett Imrédy Béla miniszterelnök megbuktatásában (1939. február 16.). A Felsőház tagja volt (1942–1944). – Kivált a piarista rendből, s a Székesfehérvári egyházmegye papi rendjébe került (1939) és még abban az évben visszavonult az aktív politizálástól (1939). – A II. világháborút követően a Népbíróság feddéssel igazolta (1945. október 25.).

### Üldöztetése
Előbb egy napra (1944. május 9.), majd három hétre letartóztatta a Gestapo (1944. október–november). Két alkalommal – 1–1 napra – a szovjetek vitték el (1945 január). – A megerősödött kommunista hatalom kitelepítette Poroszlóra (1951. július 7.), elvették budai villáját, és széthordták a háborúban megmaradt könyvtárát (II. kerület, Balogh Ádám utca 21. – 1951. szeptember). Az internálási kényszer lazulása után Hajdúszoboszlóra, Halasy-Nagy József közelébe költözhetett (1953 nyár vége – Nádudvari út 38.), és ott élt élete végéig (Dózsa György út 16.). 1958-ban, rövid budapesti kórházi ápolás után Budapesten halt meg agyvérzés következtében. Temetésén hatan vettek búcsút tőle.
Sírja: Budapest, Farkasréti temető, 22-es parcella, 1–185 sírhely.

## Elméleti munkássága sajátosságai
Tudományos munkássága a filozófia, a pszichológia és a pedagógia határterületéről indult. Fiatalon termékeny íróvá vált, munkái kitűntek összefogottságukkal, rendszerességükkel és alaposságukkal. Már ekkor kínos precizitással, igen megbízható és széles körű ismeretekkel rendszeres munkásságot fejtett ki. Receptív alkatából kifolyólag sem pályakezdésekor, de később sem mutatott feltűnő eredetiséget filozófiai elméletében, ám irodalmi tevékenysége már a tízes évek elején számottevő volt. Nagyon aktívan bekapcsolódott a filozófiai szakmai közéletbe; egész tevékenysége a tudomány és az oktatás szolgálatában állt. Megvoltak benne a rendszerépítéshez szükséges adottságok, de az összefogott filozófiai szisztémával szemben a bölcselet humanisztikus oldalát hangsúlyozta. Teljes szakmai kompetenciája volt a logika és a kísérleti pszichológia területén, érdeklődése azonban fokozatosan a kultúrfilozófia és a történetfilozófia felé fordult. Ez egyben bizonyosfajta alkalmazott filozófiai – pedagógiai és közoktatás-politikai – irányultságot is jelentett nála.
A 19. század második felének neokantiánus gondolatvilágából táplálkozott. Merített Wilhelm Windelband és Heinrich John Rickert értékelméletéből, Wilhelm Dilthey szellemtudományi pszichológiájából, Georg Kerschensteiner állampolgári nevelési elképzeléseiből, Friedrich William Foerster etikájából, Eduard Spranger kultúrpedagógiájából. Írásaival az antipozitívista törekvések legszorgalmasabb, és egyre inkább a legismertebb terjesztői közé tartozott. Nézetei rokonságot mutatnak Fináczy Ernő és Prohászka Lajos pedagógiájával.

## Társasági tagságai
- Magyar Paedagogiai Társaság elnöke (1926–1938)
- Kisfaludy Társaság tagja
- Országos Közoktatási Tanács ügyvezető alelnöke (1927–1931)
- Franklin Társulat elnöke (1929–1941)
- Magyar Külügyi Társaság elnöke
- Magyar Psychologiai Társaság elnöke
- Országos Középiskolai Tanárvizsgáló Bizottság elnöke
- Magyar Filozófiai Társaság tagja majd titkára
- Felsőoktatási Egyesület elnöke
- Petőfi Társaság tagja (1935) elnöke (1940–1948)

## Díjak
- Corvin-koszorú (oktató és tudományos munkásságáért – 1930)

## Emlékezete
- Kornis Gyula előadóterem a Pázmány Péter Katolikus Egyetemen [12]
- 2014-ben avatták fel Székesfehérváron a Vörösmarty Mihály Könyvtár és Csók István Képtár épületének árkádja alatt (Bartók Béla tér 1.) álló teljes alakos, életnagyságú szobrát, Petri Gyula alkotását.[13]
- 2019-ben Vácott a Piarista Gimnázium és Kollégiuma előtt (Suszter Konstantin tér 6.) avatták fel Juha Richárd alkotásaként ugyancsak teljes alakos, életnagyságú állószobrát.[14]

## Művei (válogatás)

### Könyvek
- A pszichológia jelen állása – Franklin-Társulat, Budapest, 1910, 26 o.
- Modern nyelvek tanulása – Stephaneum, Budapest, 1910, 38 o.
- Elemi pszichológiai kísérletek – Franklin-Társulat, Budapest, 1911, 54 o. (Második, bővített kiadás 1942)
- Pszichológia a tanítóképzőben – Franklin-Társulat, Budapest, 1911, 14 o.
- Okság és törvényszerűség a psychológiában – Franklin-Társulat, Budapest, 1911, 203 o.
- A pszichológia és logika elemei középiskolák számára – Franklin-Társulat, Budapest, 1911, VIII, 148 o. (9. kiadás. 1931, 190 o.)
- A lelki élet ismertetése tekintettel a nevelés feladataira – Franklin-Társulat, Budapest, 1912, 146 o.
- Történelem és psychologia – Hornyánszky, Budapest, 1914, 117 o.
- A lelki élet I–III. kötet – Magyar Tudományos Akadémia, Budapest, 1917–1919, 1359 o. (A Magyar Tudományos Akadémia Könyvkiadó Vállalata)
- A bölcsészeti kar jelentősége a tudományegyetemen – Éder, Pozsony, 1918, 25 o.
- Bevezetés a tudományos gondolkodásba: tudomány fogalma és rendszere – Szeged Városi Nyomda, Budapest, 1922, 275 o.
- Történetfilozófia (A Magyar Történettudomány Kézikönyve; 1/1.) – Magyar Történelmi Társulat, Budapest, 1924, 224 o.
- Nők az egyetemen – Eggenberger, Budapest, 1925, 48 o.
- A magyar művelődés eszményei I–II. kötet – 1777–1848 – Királyi Magyar Egyetemi Nyomda, Budapest, 1927, 1257 o.
- Magyarország közoktatásügye a világháború óta – Magyar Paedagogiai Társaság, Budapest, 1927, 556 o.
- A lélek világa – Franklin-Társulat, Budapest, 1927, 174 o.
- Lélektan és logika tanító- és tanítónőképző intézetek számára – Franklin-Társulat, Budapest, 1927, 172 o.
- Kultúra és politika – Tanulmányok – Franklin-Társulat, Budapest, 1928, 354 o.
- Le Développement de la Civilisation Hongroise – Athenaeum, Budapest, 1928, 29 o.
- Nemzeti megújhodás – Eggenberger-féle Könyvkereskedés, Budapest, 1929, 31 o.
- Kultúra és nemzet: Tanulmányok – Franklin-Társulat, Budapest, 1930, 223 o.
- Magyar filozófusok – Franklin-Társulat, Budapest, 1930, 229 o. (2., bővített kiadás: 1944, 274 o.)
- Ungarns Unterrichtswesen seit dem Weltkriege – Leipzig, Quelle und Mayer, 1930, XI, 259 o.
- Ungarische Kulturideale 1777–1848 – Leipzig, Quelle und Mayer, 1930, XXVII, 608 o.
- Education in Hungary – New York, Columbia University, 1932, XI, 288 o.
- Az államférfi: a politikai lélek vizsgálata I–II. kötet – Franklin-Társulat, Budapest, 1933, 306 és 331 o. (a Magyar Tudományos Akadémia nagyjutalmát elnyert mű)
- A kultúra válsága – Franklin-Társulat, Budapest, 1934, 225 o.
- Pázmány személyisége – Franklin-Társulat, Budapest, 1935, 66 o.
- Apponyi világnézete – Franklin-Társulat, Budapest, 1935, 118 o.
- Le Tricentenaire de L'Université Royale Hongroise Pierre Pázmány de Budapest – Budapest, 1936, 497 o.
- Petőfi pesszimizmusa – Franklin, Budapest, 1936, 104 o.
- Le Cardinal Pázmány (1570-1637) – Association Guillaume Budé, Paris, 1937, 76 o.
- Kölcsey Ferenc világnézete – Franklin-Társulat, Budapest, 1938, 116 o.
- Hungary and European Civilisation – Budapest, 1938, 37 o.
- Ungarn in der Europäischen Kultur – Budapest, 1938, 31 o.
- L'Homme D'État : Analyse de L'esprit politique – Franklin, Budapest, 1938, 576 o.
- A mai világ képe – 4 kötet, társszerkesztőkkel. Budapest, 1938-1942.
- Tudomány és nemzet – Franklin-Társulat, Budapest, 1941, 62 o.
- Széchenyi István és a magyar költészet – Franklin-Társulat, Budapest, 1941, 282 o.
- Az irodalmi műveltség értéke – Franklin-Társulat, Budapest, 1941, 24 o. – ISBN 963-281-831-8
- Herczeg Ferenc – Singer és Wolfner, Budapest, 1940, 100 o.
- Tudomány és nemzet – Franklin-Társulat, Budapest, 1941, 61 o.
- Nietzsche és Petőfi – Franklin-Társulat, Budapest, 1942, 46 o.
- Tudós fejek – Franklin-Társulat, Budapest, 1942, 204 o.
- Századunk tudományának szelleme – Franklin-Társulat, Budapest, 1942, 40 o.
- A pszichológia és logika elemei – Franklin-Társulat, Budapest, 1942, 176 o.
- Święty Stefan Budowniczy Państwa : Rola Węgier w Historii – Cserépfalvi, Budapest. 1943, 44 o.
- A tudományos gondolkodás I–II. kötet – A tudós lelki alkata – Franklin-Társulat, Budapest, 1943, 582 o
- Tudomány és társadalom: A tudomány szociológiája I–II. kötet – Franklin-Társulat, Budapest, 1944, 574 és 548 o.
- A könyv dicséreti – Franklin-Társulat, Budapest, [1944/1947], 52 o.
- Válogatás Kornis Gyula tanterv-vonatkozású írásaiból – összeállította, szerkesztette, és a bevezető tanulmányt írta Mészáros István (A tantervelmélet forrásai 3.) – Országos Pedagógiai Intézet, Budapest, 1984, 113 o. – ISBN 963-681-683-2

### Tanulmányok, előadások, cikkek
- Az ismerés a priori elemei Platonnál I; II; III; IV. – Athenaeum, 1906, 196–219. o; 1907, 295–309; 440–455. o; 1908, 13–28; 296–306. o.
- Psychologia és energia – Athenaeum, 1910, 2. sz. 1–82. o.
- Filozófia a középiskolában I; II; III; IV; V. – Magyar Paedagogia, 1910, 1–18; 84–90; 155–162; 209–228; 283–286. o.
- Dilthey történetszemlélete – Franklin-Társaság, Budapest, 1913, 47 o. (Klny.)
- Értékelmélet és pedagógia I–II. – Magyar Paedagogia, 1913, 65–80; 193–217. o. (Klny.)
- Történelem és psychologia I–II. – Atheaneum, 1914, 2–3. sz. 122–164. o; 1914, 4. sz. 1–73. o.
- Medveczky Frigyes emlékezete – Athenaeum, 1915, 1–2. sz. 190-218. o.
- Tudomány és háború – Magyar Paedagogia, 1915, 2. sz. 81–95. o.
- A háborús filozófia – Athenaeum, 1916, 2. sz. 97–140. o.
- A filozófia korszerű problémái – Athenaeum, 1917, 4–5. sz. 232–246. o.
- Titkári jelentés az 1916-iki egyesületi évről – Athenaeum, 1917, 4–5. sz. 247–250. o.
- A bölcsészeti kar jelentősége a tudományegyetemen – Eder Nyomda, Pozsony, 1918, 25 o.
- Iskolarendszerünk reformja – Magyar Középiskola, 1920, 1. sz. 3–19. o.
- Kultúrpolitikánk irányelvei I–II. – Új Magyar Szemle, 1921. március (I/4.) 285–310; április (II/1.) 12–28. o.
- Új magyar filozófiai rendszer: Pauler Ákos filozófiája – Minerva, 1922. január–március, 29–89. o.
- Az új középiskolai tanterv – Néptanítók Lapja, 1924, 27–28. sz. 1–18. o.
- Századunk tudományának szelleme – Franklin-Társulat, Budapest, 1924, 40 o.
- Társaságunk feladatai és a pedagógiai pacifizmus – Magyar Paedagogia, 1925, 1–6. sz. 1–11. o.
- A felső mezőgazdasági iskola – Néptanítók Lapja, 1925, 3–4. és 5–6. sz. 3–9. és 4–10. o.
- A magyar philosophia fejlődése és az Akadémia – Magyar Tudományos Akadémia, Budapest, 1926, 48 o.
- Mi a középosztály? – Napkelet, 1926. 4. sz.
- Az angol középiskolák – Magyar Szemle, 1928/1929, december–január, 1–16. o.
- Az államcélok elmélete és a kulturpolitika. Értekezések a philosophiai és társadalmi tudományok köréből (4. 3). Magyar Tudományos Akadémia, Budapest, 1931
- Neveléstörténet és szellemtörténet. Értekezések a philosophiai és társadalmi tudományok köréből (4. 4). Magyar Tudományos Akadémia, Budapest, 1932
- Gr. Klebelsberg Kunó – Magyar Paedagogia, 1932, 7–8. sz. 97–109. o.
- A kultúra és az értékek formális jellege – Athenaeum, 1933, 4–5. sz. 95–105. o.
- Kezdet és vég – Athenaeum, 1933, 5. sz. 181–201. o.
- Kultúra (szócikk) – Pedagógiai lexikon II. rész – szerk: Fináczy Ernő – Kornis Gyula – Kemény Ferenc – Révai Irodalmi Intézet Kiadása, Budapest, 1936, 152–162. o.
- Kultúrpolitika (szócikk) – Pedagógiai lexikon II. rész – szerk: Fináczy Ernő – Kornis Gyula – Kemény Ferenc – Révai Irodalmi Intézet Kiadása, Budapest, 1936, 172–190. o.
- Université et politique – Athenaeum Kiadó, Budapest, 1936, 14 o. – Klny.: a „Nouvelle Revue de Hongrie” 1936. augusztusi számából
- Az élő Tisza István – Ünnepi beszéd a Tisza István Társaskör Tisza-serlegvacsoráján – 1937. április 22.
- Az elcsatolt területek magyar ifjúsága – Budapesti Szemle, 1937. júliusi füzet (Klny.)
- Prohászka Lajos és az Athenaeum – Athenaeum, 1940, 1–2. o.

### Szerkesztések
- Az elszakított magyarság közoktatásügye – Magyar Pedagógiai Társaság, Budapest, 1927, 230 o.
- Pedagógiai lexikon I–II. rész – a Magyar Paedagogiai Társaság megbízásából szerkeszti: Fináczy Ernő – Kornis Gyula – Kemény Ferenc – Révai Irodalmi Intézet Kiadása, Budapest, 1936, VIII, 1023 és 964 o. (I. rész Magyar pedagógiai lexikon címmel 1933-ban, jelent meg először)
- A királyi magyar Pázmány Péter Tudományegyetem alapítása 300 éves évfordulójának jubileumi emlékkönyve – Pázmány Péter Tudományegyetem, Budapest, 1936, VIII, 445 o.
- Gedenkschrift für Ákos von Pauler (herausg. von der Ungarischen Philosophischen Gesellschaft; unter Mitwirkung von Julius Kornis zusammengestellt von Ludwig Prohászka) – Walter de Gruyter, Berlin–Leipzig, 1936, 249 p.
- Gróf Klebelsberg Kunó emlékezete: a Gr. Klebelsberg Kunóról szóló emlékbeszédek és megemlékezések: 1932–1938 – A Királyi Magyar Egyetemi Nyomda, Budapest, 1938, 358 o.
- A mai világ képe I. kötet – Szellemi élet – Királyi Magyar Egyetemi Nyomda, Budapest, 1938, 607 o.
- Pedagógiai Könyvtár I–V. kötet (1913–1917)
- Filozófiai könyvtár I–IX. kötet (1922–1925)
- Atheaneum (1924–1926)
- Magyar Paedagogia (1938–1943 – Nagy J. Béla, vagy Pintér Jenő, vagy Prohászka Lajos, vagy Gyulai Ágost szerkesztővel együtt)

## Kapcsolódó szócikk
- Boldizsár Iván